# Слободка (Думиничский район)
Слободка — деревня в Думиничском районе Калужской области России. Входит в состав сельского поселения «Село Новослободск».

## География
Деревня находится на юге центральной части Калужской области, в зоне хвойно-широколиственных лесов, на правом берегу реки Слобожанки, к северу от автодороги 29Н-132, на расстоянии примерно 19 километров (по прямой) к северо-западу от рабочего посёлка Думиничи, административного центра района. Абсолютная высота — 197 метров над уровнем моря.

### Климат
Климат характеризуется как умеренно континентальный, с тёплым летом и умеренно морозной снежной зимой. Среднегодовая многолетняя температура воздуха составляет 4 — 4,6 °С. Средняя температура воздуха самого тёплого месяца (июля) — 18 °C (абсолютный максимум — 39 °C); самого холодного (января) — −10 — −8,9 °C (абсолютный минимум — −46 °C). Безморозный период длится в среднем 149 дней. Среднегодовое количество атмосферных осадков составляет 654 мм, из которых 441 мм выпадает в период с апреля по октябрь. Снежный покров держится в течение 130—145 дней.

### Часовой пояс
Слободка, как и вся Калужская область, находится в часовой зоне МСК (московское время). Смещение применяемого времени относительно UTC составляет +3:00.

## Население
| 2002 | 2010 |
| ---- | ---- |
| 62   | ↘43  |

### Половой состав
По данным Всероссийской переписи населения 2010 года в гендерной структуре населения мужчины составляли 48,8 %, женщины — соответственно 51,2 %.

### Национальный состав
Согласно результатам переписи 2002 года, в национальной структуре населения русские составляли 98 %.

## Известные уроженцы, жители
Сипеёв, Егор Алексеевич (1898 — 1943) — герой Гражданской войны.

## Инфраструктура
Личное подсобное хозяйство с зоной сельскохозяйственного использования, индивидуальная застройка усадебного типа.
Основа экономики — сельское хозяйство.

## Транспорт
Деревня доступна автотранспортом. Ближайшая остановка общественного транспорта «Новослободск» находится в пешей доступности.